# Michelle Halder
Michelle Halder (* 25. Juli 1999 in Überlingen) ist eine deutsche Automobilrennfahrerin. Ihr Bruder Mike Halder ist ebenfalls Rennfahrer.

## Karriere

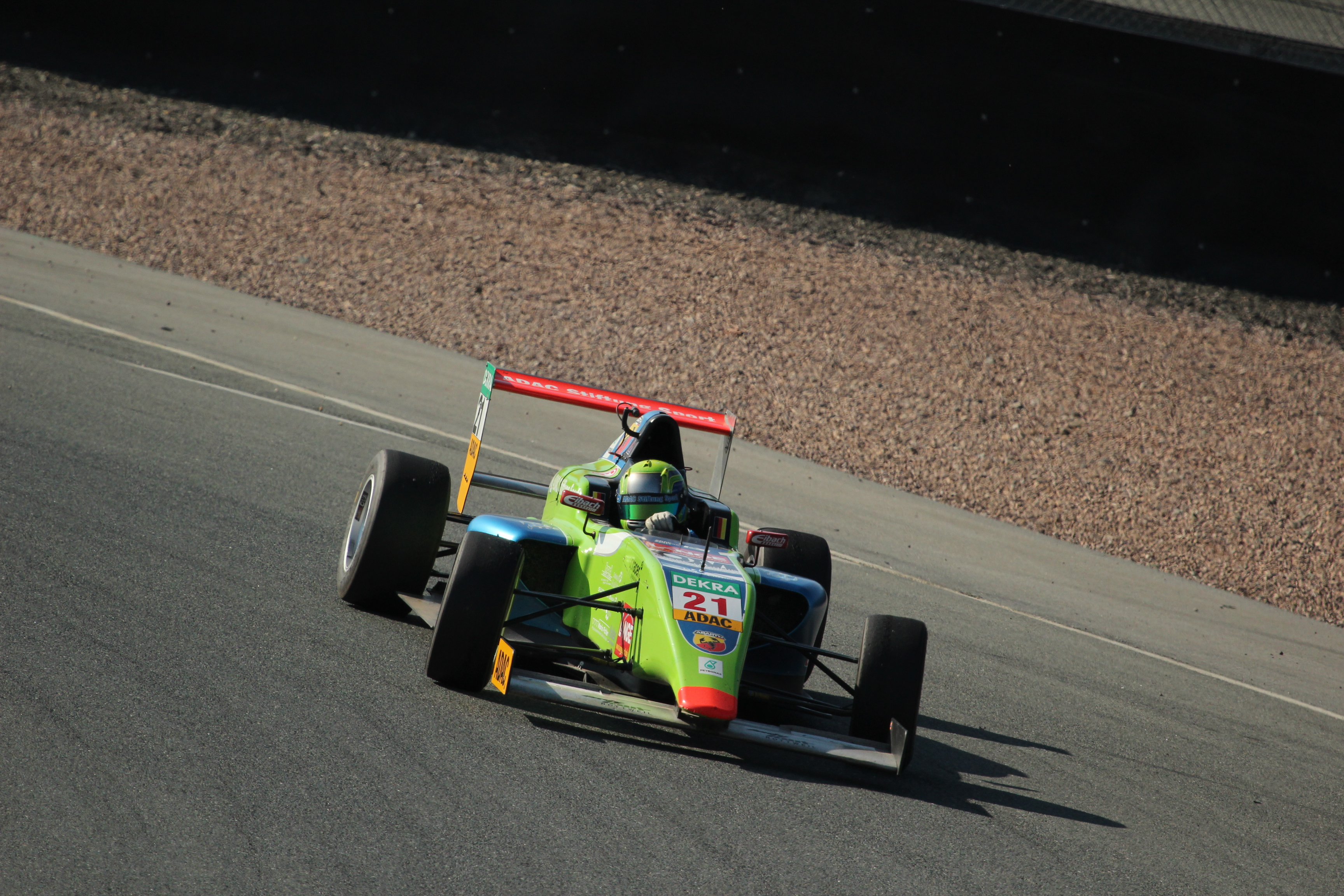
Michelle Halder 2015 im Formel-4-Rennwagen

Michelle Halder sammelte ihre ersten Motorsport-Erfahrungen von 2011 bis 2014 im Kartsport. 2013 gewann sie den ADAC-Kart-Bundesendlauf in KF3-Klasse und ein Jahr später wurde sie Dritte beim ADAC-Kart-Masters in der X30 Junior-Klasse.
2015 und 2016 fuhr sie mit dem Team Liqui Moly Team Engstler in der ADAC Formel 4.
Mit der Saison 2017 wechselte Halder in den Tourenwagensport und fuhr in der Spezial-Tourenwagen-Trophy (STT). Dort erreichte sie mit dem zweiten Platz beim Rennen auf dem Nürburgring ihre beste Platzierung in der Rennserie.
2018 bis 2020 startete sie in der ADAC TCR Germany mit dem Team Profi-Car Team Halder auf einem Honda Civic Type R TCR. Ihr bislang bestes Ergebnis in der TCR war 2019 der Sieg im Lauf in Zandvoort und der siebte Platz in der Gesamtwertung im selben Jahr.
In der Saison 2020 fuhr sie parallel mit dem Profi-Car Team Halder in der TCR Europe. Dort gewann sie ein Rennen und wurde zum Saisonende 15. in der Gesamtwertung.
Halder startete 2020 mit einem Cupra TCR in zwei Rennen der Nürburgring Langstrecken-Serie (NLS).

## Sonstiges
Michelle Halder war 2015 eine der Protagonisten der KiKA-Fernseh-Dokumentation Pole Position.
Aktuell absolviert sie eine Ausbildung zur Mediengestalterin.